# Димитрије Т. Леко
Димитрије Т. Леко (Београд, 22. јануар 1863 — Крагујевац, 24. септембар 1914) био је српски архитекта и урбаниста.

## Биографија
Био је цинцарског порекла.
Највећи део свог живота провео је у иностранству. Средњу школу је завршио у Винтертуру, а затим је студирао архитектуру у Цириху, Ахену и Минхену. По повратку у Београд, крајем 19. века, покушао је да примени модел савремене европске архитектуре и урбанизма у Београду. Леков брат је био познати хемичар Марко Т. Леко.
Димитрије Т. Леко је био и један од првих критичара архитектуре и урбанизма у Србији. Важио је за оштрог и бескомпромисног критичара урбаног развоја Београда, кога су његови противници често етикетирали као исувише револуционарног и провокативног у својим критикама. Неки од проблема на које је указивао почетком 20. века, као што су проблем уређења Теразијске терасе, као и обале Саве, до данас су остали нерешени.

## Дела
Пројектовао је знамените београдске грађевине као што су Београдска метеоролошка опсерваторија (1891), кућу породице Вучо у Делиградској улици (1893, кућа где је одрастао писац Александар Вучо и у којој је 1988. отворен први Макдоналдс у источној Европи), зграду нове Војне академије у Немањиној улици (1899), у којој је од 2006. смештен Музеј града Београда, Палату Атина на Теразијама (1902), „Вучину кућу на Сави“ у Карађорђевој улици (1908), као и школе у Макензијевој и у Улици Гаврила Принципа и многе друге куће и виле. Пројектовао је више објеката за једног од најбогатијих трговаца у Београду с краја 19. века, Ђорђа Вуча.
Леко је пројектовао и капелу изнад Ћеле-куле у Нишу.
Као урбаниста, освајао је прве награде на отвореним конкурсима за уређење Теразија, Малог Калемегдана, као и града Скопља. Ипак, ниједан од тих његових пројеката није остварен.

## Галерија
- Капела изнад Ћеле-куле.
- Метеоролошка станица у Београду